# Alcázar de Jerez de la Frontera

Alcázar de Jerez de la Frontera är ett före detta moriskt fort, som nu innehåller en park, i Jerez de la Frontera, Andalusien, Spanien. Fortet utnämndes till Bien de Interés Cultural år 1931.
Ett första fort uppfördes antagligen under 1000-talet, när Jerez var en del av småkungariket Taifa Arcos de la Frontera, på en plats som funnits sedan förhistorisk tid i stadens sydöstra del. Under 1100-talet restes en ny byggnad som skulle användas både som bostad och fort av de styrande almohaderna i södra Spanien. Senare, efter Reconquista ("återerövringen") av Andalusien, var det säte för de första kristna borgmästarna.
Fortet har bland annat:
- En grovt fyrkantig linje av väggar, med en omkrets på cirka 4 000 m
- Det oktogonala tornet i almohadisk stil
- Ponce de Leóns torn (1300-tal), förenat med huvudtornet
- Moské, den enda kvarvarande av de 18 ursprungliga i staden. Efter att de kristna erövrade fortet år 1261 hamnade det under befäl av Nuño González de Lara. Senare blev det en kyrka som tillägnades Jungfru Maria av kung Alfons X av Kastilien. Minareten, som fortfarande är bevarad, blev ett klocktorn. Bönesalen, med ett litet förrum för rituella tvättningar, innehåller en mihrab, som visar vägen till Mekka, och ett kryssribbvalv med ett cirkulärt fönster högst upp.
- Patio de Doña Blancas palats, daterat till 1100-talets islamiska byggnad, var från början en fritidspaviljong.
- Badhus. Dessa inbegriper en entré för avklädning och leder till de kalla och ljumma rummen, där de senare är de största i komplexet. Det sista rummet är det varma rummet, vars värmesystem fortfarande är delvis synligt.